# NGC 753
NGC 753 је спирална галаксија у сазвежђу Андромеда која се налази на NGC листи објеката дубоког неба.
Деклинација објекта је + 35° 54' 57" а ректасцензија 1h 57m 42,4s. Привидна величина (магнитуда) објекта NGC 753 износи 12,2 а фотографска магнитуда 13,0. Налази се на удаљености од 53,057 милиона парсека од Сунца. NGC 753 је још познат и под ознакама UGC 1437, MCG 6-5-66, CGCG 522-86, IRAS 01547+3540, PGC 7387.